# Аеродром Нахчиван
Аеродром Нахчиван (азер. Naxçıvan Beynəlxalq Hava Limanı) је цивилни аеродром и азербејџанска војна ваздухопловна база. Налази се у Нахчивану, главном граду Нахчивана, континенталне земље ексклаве Азербејџана. Аеродром је изграђен 1970-их.